# Apostolepis ambinigra
Apostolepis ambinigra este o specie de șerpi din genul Apostolepis, familia Colubridae, descrisă de Peters 1869. Conform Catalogue of Life specia Apostolepis ambinigra nu are subspecii cunoscute.